# أنور خوجة
أنور خليل خوجة (بالألبانية: Enver Halil Hoxha‏) (16 أكتوبر 1908 - 11 أبريل 1985) كان الزعيم الشيوعي لألبانيا منذ نهاية الحرب العالمية الثانية حتى وفاته في 1985 بوصفه السكرتير الأول لحزب العمل في ألبانيا.
ولد لأسرة من الطائفة البكداشية في جنوب ألبانيا وكان والده يتمتع بوضع اقتصادي ميسور فقد كان تاجر قماش. درس أنور خوجة في فرنسا ابتداء من الثلاثينات من القرن العشرين حيث تعرف على الأفكار الماركسية ثم درس في بروكسل وعمل أيضا في السلك الدبلوماسي. وحين عاد إلى بلده عمل مدرسا للغة الفرنسية في مدرسته السابقة ولكنه فصل من العمل بسبب تهمة الشيوعية واضطر لفتح محل لبيع التبغ. كان زعيم جمهورية ألبانيا الشعبية منذ نهاية الحرب العالمية الثانية حتى موته في 1985. كان الأمين العام الأول للحزب الشيوعي العمالي الألباني. شغل أيضا منصب رئيس الوزراء منذ 1944 حتى 1945 ومنصب وزير الخارجية منذ 1946 حتى 1953. تميزت فترة حكمة ل40 عام بالقضاء على المعارضين والتقدم الصناعي السريع فضلا عن الإنجازات من ناحية التعليم والصحة فقد ركز على إعادة إعمار البانيا بعدما تدمر هذا البلد أثناء الحرب العالمية الثانية، وكان أنور خوجة يتبع الماركسية - اللينينية وعرف بعدائه للتحريفية.
تحت حكمه، شهدت ألبانيا عزلة تامة عن بقية أوروبا واندماجا متكاملا في الأيديولوجية الستالينية. نظامه الديكتاتوري وصف بأنه الأشد قمعًا ودموية في تاريخ أوروبا الحديث. أعلن سنة 1967 أن ألبانيا هي «أول دولة ملحدة في العالم».

## نشأته وبداية حياته
ولد أنور خوجة في مدينة إيجور جنوبي ألبانيا وكانت تحت سيطرة الدولة العثمانية، كان والده خليل خوجة تاجر قماش سافر إلى جميع أنحاء أوروبا والولايات المتحدة، في سن ال16 انتقل خوجا للدراسة في مدرسة فرنسية وهناك درس التاريخ والفلسفة وقرأ للمرة الأولى عن الشيوعية، في عام 1930 انتقل خوجا للدراسة في جامعة مونبلييه في فرنسا وهناك بدأ يحضر مؤتمرات اتحاد العمال للحزب الشيوعي الفرنسي بعدها حصل على درجة تفوق في القانون والفلسفة وقرر الاهتمام بدراسة علم الأحياء فانتقل إلى جامعة سوربون في باريس وبدأ بكتابة مقلات حول الأوضاع السياسية في ألبانيا، وفي فترة 1934 -1936 كان خوجة يعمل سكرتير القنصلية الألبانية في بروكسل لكن تم طرده من وظيفته بعد أن تم اكتشاف كتب ماركسية في مكتبه بعدها عاد إلى ألبانيا عام 1936 وبدأ يعمل مدرس لغة فرنسية في مدرسة ثانوية، وفي أبريل 1939 تم غزو ألبانيا من قبل إيطاليا الفاشية، وأنشئت حكومة عميلة لصالح الفاشية في ألبانيا وقد أُقيل خوجة من منصبة كـ مدرس بسبب رفضه الانضمام إلى الحزب الفاشي في ألبانيا، بعدما خسر وظيفته افتتح محل لبيع التبوغ في تيرانا والتحق بصفوف الحزب الشيوعي.

## زواجه وعائلته
خوجة متزوج من يكسهميجي وكان له بنت وهي إيلير وابن اسمه سوكول، إيلير كانت مهندسة أما سوكول فكان يعمل موظف في وزارة الاتصالات، وكان لخوجة شقيقتان وهما: فريج وهاكسهيري خوجة، أما لقبه (خوجة) فتعني بالألبانية الحاج وهي دالة على أصول خوجة الإسلامية.

## الحياة الحزبية

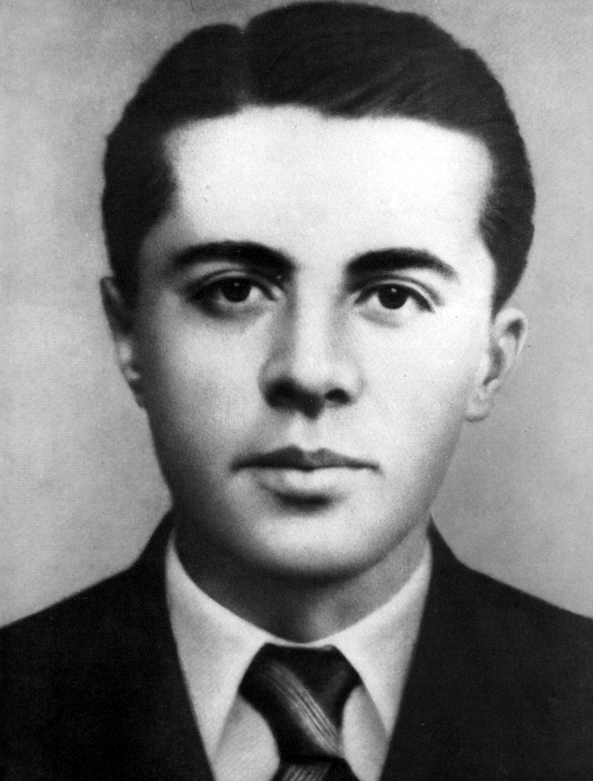
أنور خوجة 1941

في 8 نوفمبر 1941 تأسس الحزب الشيوعي الألباني واختير خوجا مع سبعة آخرين أعضاء للجنة المركزية المؤقتة للحزب، وفي 8 أبريل تم عقد أول اجتماع للحزب وفي تموز 1942 كتب خوجا خطاب ناشد فيه الفلاحين إلى الاتحاد والتحالف من أجل مقاومة الفاشيين، ودعاهم إلى تخزين الحبوب دون تسليمها للحكومة الفاشية وبعد سبتمبر 1942 تم تأسيس جبهة التحرير الوطني وهدفها تحرير ألبانيا من السيطرة الفاشية وتضم جميع الألبانيين بغض النظر عن أيديولوجياتهم ومعتقداتهم، قبل مارس 1943 تم عقد المؤتمر الوطني وتم اختيار خوجة رئيسا للحزب الشيوعي الألباني وفي 10 يوليو 1943 تم تأسيس فصائل مسلحة للحزب الشيوعي سميت بـ جيش التحرير الوطني الألباني وكان الدعم من قبل الاتحاد السوفيتي وعين مويسيو سبيرو قائدا للفصائل المسلحة أما خوجة فقد عين مفوض سياسي وقام بالتحالف مع الشيوعيين في يوغوسلافيا في التخطيط وتبادل الإمدادت لكن الاتصالات بين الطرفين كانت محدودة كانت تتم عن طريق الرسائل وغالبا ما تصل متأخرة بعدها تم التشاور بين قادة الفصائل الألبان على تنفيذ العمليات العسكرية دون الاعتماد على اليوغوسلافيين، أما داخل ألبانيا فقد كانت هناك صعوبات في التواصل بين المجموعات الشيوعية المقاومة ضد الفاشية وفي أغسطس 1943 عقد اجتماع سري بين الأحزاب والجهات المعارضة للشيوعية وبين الحزب الشيوعي ووافق الطرفان على الاتحاد والقتال ضد الفاشية وكان من نتائج الاتفاق:
- وقف الاقتتال بين جميع الأطراف العسكرية الألبانية وتوقيع اتفاق
- تشكيل لجنة تنفيذية مشتركة لتنسيق الأعمال العسكرية داخل ألبانيا
- الاتحاد مع أي مجموعة سياسية، أيّا كانت معتقداتهم أو أيديولوجيتهم، للاتحاد ومواصلة الجهود العسكرية المشتركة ضد الغزاة الفاشية.
- استعادة كل الأراضي الالبانية القابعة تحت سيطرة يوغوسلافيا وقيام جمهورية ألبانيا الكبرى باسترجاع كوسوفو وأراضي ألبانيا عند حدود اليونان.[13]

### الخلاف مع الشيوعيين اليوغسلافيين والصعود للسلطة
لم يوافق الشيوعيين اليوغسلافيين على إقامة جهمورية ألبانيا الكبرى وطلب الزعيم اليوغسلافي جوزيف تيتو من الألبانيين سحب اتفاقهم على إقامة دولة ألبانيا الكبرى حيث كان الإتفاق ينص على أن كوسوفو تابعة لألبانيا لكن الصرب عارضو ذلك بشدة وتم اتهام الألبان من بعض الكوادر اليوغسلافية بأنهم عملاء للفاشية، بعدها عقد المؤتمر الوطني الذي دعا إلى قيام جهمورية ألبانيا الديمقراطية بعد تحرير العاصمة تيرانا عام 1944 وتم إلغاء النظام الملكي ومنع الرعايا الملكيين من العودة إلى ألبانيا كما تم تشكيل اللجنة المناهضة للفاشية وهي لجنة مختصة بمحاكمة وملاحقة مجرمي الحرب الفاشيين، وكان يرأسها إكسوكسي كوتشي. وبعد تحرير ألبانيا من الاحتلال الفاشي في 29 نوفمبر 1944 قرر خوجة إنهاء الخلاف مع الشيوعيين اليوغسلافيين وأرسل فصائل مسلحة ألبانية عبروا الحدود اليوغسلافية وقاتلوا جنباً إلى جنب مع أنصار تيتو[ ؟ ] والجيش الأحمر السوفيتي في حملة مشتركة وتمكنوا من القضاء على آخر جيوب المقاومة الألمانية، وفي خلال المؤتمر اليوغسلافي في السنوات اللاحقة شكر تيتو[ ؟ ] خوجة على مساعدته ليوغسلافيا، وفي أغسطس 1945 عقدت أول انتخابات ما بعد الحرب وكان لخوجة شعبية كبرى لإنه تحمل العبء الأكبر في تحرير البانيا من السيطرة الفاشية لذلك حصل الحزب الشيوعي على 93% من الأصوات في الانتخابات. وأصبح خوجا سكرتير الحزب ورئيس الدولة وقام بتسميته ألبانيا بـ (جمهورية ألبانيا الشعبية الإشتراكية) وأصبح يوم 29 نوفمبر يوم التحرر من الاحتلال الإيطالي ومن العطل الوطنية في ألبانيا حتى يومنا هذا.

## بداية حكمه
| أنور خوجة | إن تضحيات شعبنا كانت كبيرة جدا , فقد مات مليون وسجن 10,000 من السجناء السياسيين في سجون إيطاليا وألمانيا وتم استعباد 35,000 ألباني للقيام بأعمال سخرة في معسكرات الموت النازية وتم نهب جميع الموانىء ومحطات الطاقة الكهربائية وتدمرت الزراعة والثروة الحيوانية وتدمر الاقتصاد الوطني بالكامل. _ أنور خوجة | أنور خوجة |

أعلن خوجة عن اتباع ألبانيا للماركسية اللينينة وكان من أشد المعجبين بالزعيم السوفيتي جوزيف ستالين وفي عام 1947 زار خوجة الاتحاد السوفيتي والتقى بـ ستالين واتفق معه حول التعاون بين ألبانيا والاتحاد السوفيتي وبنهاية عام 1947 كتب خوجة مذكرات بعنوان (أنا وستالين) نشرت في السنوات اللاحقة، أما على الصعيد الداخلي فقد أصدر خوجة عام 1945 قانون الإصلاح الزراعي وتم مصادرة الأراضي من الأغنياء والإقطاعيين وإعطاؤها للفلاحين، وكانت نسبة الأمية في ألبانيا عام 1937 من 90 إلى 95 % في المناطق الريفية لكن بفضل حملات محو الأميّة التي خطط لها خوجة انخفضت الأميّة إلى 30% عام 1950 وفي عام 1985 كان دخل المواطن الألباني يساوي دخل المواطن الغربي. كما تم إنشاء أول جامعة في تاريخ ألبانيا وهي جامعة تيرانا أنشئت عام 1957 وبفضل الضمان الاجتماعي والتقدم الصحي اختفت تقريبا الإصابات بأمراض الملاريا ولم تسجل إصابة بمرض الزهري[ ؟ ] لثلاثين عاماً فيما كانت ألبانيا فيما سبق أكثر البلدان الأوروبية إصابة بهذة الأمراض. كما تم تجفيف المستنقعات واستبدالها بأراضي زراعية. وكانت ألبانيا بلد متعدد اللغات واللهجات بسبب الغزوات المختلفة التي تعرضت لها لكن فرض خوجة على المدارس تدريس اللغة الألبانية فقط وبذلك عاد أغلب الشعب الألباني يتحدث اللهجة الألبانية، وقبل عام 1949 قامت المخابرات الأمريكية والبريطانية بتجنيد لاجئين ألبان من مختلف البلدان من مصر وإيطاليا واليونان وتم تدريبهم في قبرص ومالطا وجمهورية ألمانيا الغربية للقيام بانقلاب داخل ألبانيا لكن تم كشفهم من قبل المخابرات السوفيتية عن طريق العميل البريطاني كيم فيلبي الذي يعمل لصالح المخابرات السوفيتية، فتم إبلاغ قوات الأمن الألبانية التي استعدت لهم وحدثت حرب شوارع بين المجندين الأجانب وقوات الأمن الألبانية انتهت بمقتل المجندين ال300 كلهم.

## تدهور العلاقات مع يوغسلافيا
بدأت العلاقات بين ألبانيا ويوغوسلافيا تتدهور منذ 20 أكتوبر 1944 عند انعقاد الدورة الثانية للحزب الشيوعي الألباني تم التناقش فيها حول المشاكل التي ستواجه الحكومة الألبانية بعد استقلال ألبانيا إلا أن الوفد اليوغسلافي اتهم الألبانيين بالإنتهازيين وبدأوا باستفزازهم واعتقد خوجة أن هذه الأفعال هي مؤامرة من تيتو[ ؟ ] تهدف إلى زعزعة استقرار الحزب الشيوعي الألباني، ووصف تيتو[ ؟ ] ألبانيا بأنها غير قادرة على الوقوف على قدميها وأنها ستكون أفضل إذا انضمت إلى أراضي يوغوسلافيا حيث أدرك خوجة أن تيتو[ ؟ ] يريد استغلال ألبانيا لصالحه عن طريق إنشاء معاهدة صداقة وتعاون عام 1946 إلا أن ألبانيا شعرت بأن المعاهدة تميل بشدة نحو مصالح يوغوسلافيا مثل الاتفاقات الإيطالية[ ؟ ] التي أدت في النهاية إلى هيمنة إيطاليا على ألبانيا، كما تم إنشاء اتحاد جمركي بين ألبانيا ويوغوسلافيا إلا أن الاقتصاديين الألبان شعروا بأن يوغوسلافيا هي المستفيدة من هذا الاتحاد وأنها تريد أن تسيطر على الاقتصاد الألباني.
| أنور خوجة | نحن الألبان كنا ننتج لليوغسلافيين جميع المواد الخام التي يحتاجوها من المواد البترولية يتم تصديرها إلى يوغسلافيا وتتم معالجتها في مصانع يوغسلافية ذات الشيء نفسه ينطبق على إنتاج القطن والكروم والمحاصيل كانت ألبانيا توفرها بأسعار منخفضة ليوغسلافيا لكن اليوغسلافيين بعد معالجتها إلى أجهزة و آلات وسيارات يبيعوها لنا بأسعار عالية، وذلك قد حال دون تطوير صناعة ألبانية والطبقة العاملة فيها. _ أنور خوجة | أنور خوجة |

في هذة الأثناء ذهب خوجة إلى ستالين وناقشه في الموضوع وأوضح له أن يوغوسلافيا تستغل ألبانيا عندها قام ستالين بنصح خوجة بقطع علاقاته مع يوغوسلافيا واقترح عليه توقيع اتفاقية مع الاتحاد السوفيتي تنص على تبادل المعونات مع الاتحاد السوفيتي حيث يبيع السوفييت المواد المصنعة والآلات إلى ألبانيا بأسعار رخيصة، وفي حزيران 1947 بدأ الحزب الشيوعي اليوغسلافي يدين خوجة علنا بتهمة الانفراد والانحراف عن الماركسية بسبب قطع علاقته مع يوغوسلافيا والتوصل إلى اتفاق شراء آلات زراعية من الاتحاد السوفيتي حيث كان من بنود الاتفاقية بين يوغوسلافيا وألبانيا عدم الدخول في اتفاقيات مع بلدان أخرى دون استشارة يوغوسلافيا، وقد أراد خوجة تحسين علاقته مع بلغاريا إلا أن رفيقه إكوكسي كوتشي منعه من ذلك حيث كان يرى أن ألبانيا ستكون أكثر استقراراً إذا ظلت علاقتها التعاونية مع الاتحاد السوفيتي فقط، وفي الجلسة الثامنة للجنة المركزية للحزب الشيوعي الألباني في وسط الاجتماع اتهم إكسوكسي خوجة بالإساءة ليوغسلافيا لاحقا تم اتهام اكسوكسي بأنه يعمل مع الحزب الشيوعي اليوغسلافي فتم سجنه وبعدها ساءت العلاقات بين الاتحاد السوفيتي ويوغوسلافيا عندما أراد تيتو[ ؟ ] الانفصال عن الاتحاد السوفيتي الأمر الذي رفضه ستالين بشدة، وظل خوجة ثابتا بتأييده للاتحاد السوفيتي لاحقا انهارت العلاقات بين يوغوسلافيا وألبانيا فقام خوجة بطرد كل الرعايا اليوغسلافيين من ألبانيا وإلغاء كل المعاهدات والاتفاقيات مع يوغوسلافيا وفي 13 يونيو 1949 قام إكسوكسي بشنق نفسه في زنزانة السجن.

## العلاقة مع الاتحاد السوفيتي
بعد أن قطع خوجة كل علاقاته مع يوغوسلافيا قام بتوطيد علاقته مع الاتحاد السوفيتي، ومن عام 1948 إلى عام 1960 أعطى السوفييت 200 مليون دولار إلى ألبانيا لمساعدتها على تطوير البنية التحتية وقام ستالين ببناء قواعد عسكرية على جزيرة سازان الألبانية لحمايتها من الإسطول الأمريكي السادس وظلت العلاقات جيدة بين ألبانيا والاتحاد السوفيتي حتى وفاة ستالين في 5 مارس 1953 وقد أعلن خوجة الحداد الوطني في ألبانيا وألقى خطبة وصف فيها ستالين بـ«المحرر العظيم» و«الأب الحبيب» وقد وصف خوجة نفسه بأنه سيظل «المخلص الأبدي لستالين» وعندما استلم نيكيتا خروتشوف قام بتخفيض المعونة لألبانيا وبما أن ألبانيا بلد متقدم في الإنتاج الزراعي فقد قدم الإمدادت الزراعية إلى دول حلف وارسو مقابل قيام تلك البلدان ببيع الآلات الصناعية إلى ألبانيا بسعر منخفض وفي 16 مايو 1955 قرر خروتشوف طرد يوغسلافيا من الكتلة الشيوعية بعد إعلان تيتو[ ؟ ] عن وقوف يوغوسلافيا على الحياد في الحرب الباردة وفي المؤتمر العشرين للحزب الشيوعي السوفيتي أدان خروتشوف عبادة شخصية ستالين واستنكر أخطاء ستالين، ثم أعلن خروتشوف عن التعايش السلمي مع الدول الرأسمالية، أغضبت هذه التصريحات خوجة إلى حدٍّ كبير خصوصا أنه كان من أشد الموالين لستالين بعدها صرحت زوجة خوجة والتي كانت رئيسة معهد الدراسات الماركسية اللينينية تصريح حول رفض فلاديمير لينين التعايش السلمي مع الدول الرأسمالية في كتاباته، وأعلن خوجة عن تحضيره للقيام بنشاطات معادية للتحريفية والتي سماها بـ الخروتشوفية، وفي أبريل 1956 عقد خوجة اجتماع في تيرانا حضره 350 مندوبا ناقش فيه كيفية محاربة التحريفية والموالين لها في المؤتمر العشرين للحزب الشيوعي السوفيتي.

## علاقتة بالصين والماوية
دعا خوجة الحزب الشيوعي الألباني بالتمسك بمبادئ الماركسية اللينينة والسير على نهج ستالين ووضح لهم أن التحالف مع خروتشوف أمر مستحيل بعدها ذهب خوجة إلى جمهورية الصين الشعبية واجتمع مع ماو تسي تونغ وتحسنت علاقتة مع الصين وارتفعت حجم المساعدات الصينية إلى ألبانيا من 4% عام 1955 إلى 21% عام 1957، وقد حاول خروتشوف كسب تأييد ألبانيا عن طريق إمدادها بالمؤنة لكن خوجة رفض وواصل نحو توطيد علاقاتة مع الصين وأصبحت الصين وألبانيا الدولتين الحليفتين ضد نظام خروتشوف 
| أنور خوجة | لا يمكن قياس وقاحة ماو تسي تونغ و أنور خوجة، أنور خوجة يحتاج إلينا أكثر من الصينيين أنفسهم وهو يعلم ذلك لكنة مثل الكلب الذي يعض اليد التي تغذية. _ خروتشوف | أنور خوجة |

## الصراع مع خروتشوف
بدأت العلاقات مع الاتحاد السوفيتي بالتدهور وقام خروتشوف بقطع الإمدادت عن ألبانيا خصوصا الحبوب التي كانت تحتاجها ألبانيا بشدة بسبب التلف الذي حصل بالأراضي الزراعية الألبانية بسبب الفيضانات في تموز 1960 أرسل خوجة رسالة إلى الحزب الشيوعي السوفيتي يتهمه بالتخطيط نحو انهيار ألبانيا وفي المؤتمر الرابع للحزب الشيوعي الألباني الذي عقد في 20 فبراير 1961 كان آخر اجتماع يحضرة المندوبين السوفييت في ألبانيا ودول أوروبا الشرقية وخلال المؤتمر بدأ المندوبون السوفييت  باستفزاز الألبانيين والصينيين بعدها قام خروتشوف بقطع مساعدات تشيكوسلوفاكيا عن ألبانيا فقد كانت تشيكوسلوفاكيا أكبر مصدر للمعونات لالبانيا وفي مارس 1961 لم يتم دعوة ألبانيا لحضور اجتماع دول حلف وارسو بالرغم من ان ألبانيا كانت من الأعضاء المؤسسين للحلف وفي أبريل 1961 قام خروتشوف بسحب جميع الفنيين السوفييت من ألبانيا وألغى القاعدة السوفيتية التي كانت تحمي ألبانيا من الإسطول الأمريكي السادس وفي 7 نوفمبر 1961 ألقى خوجة خطاب أدان فيه تصرفات خروتشوف ووصف بأن الاتحاد السوفيتي لم يعد شيوعيا وأنه مات بموت ستالين حسب تعبيره، وبحلول تشرين الثاني 1962 كانت جميع دول حلف وارسو قطعت علاقتها مع ألبانيا بشكل غير رسمي ولم يتم دعوة ألبانيا للمشاركة في المؤتمرات وأيضاً وقع الاتحاد السوفيتي اتفاق لحظر تأجير أو امتلاك ألبانيا لـ أي منفذ بحري من أي دولة من دول حلف وارسو.

## الخدمات الاجتماعية ومشاريع التنمية

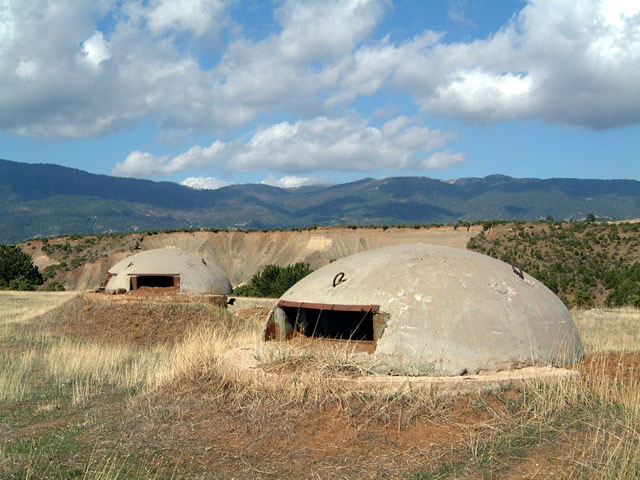
الملاجىء الدفاعية التي بناها خوجة

على الصعيد الداخلي فقد انتقد خوجة الأوضاع الداخلية في ألبانيا حيث كانت ألبانيا تعاني بسبب تمسكها بالتقاليد التي كانت تعيق تقدم المجتمع ومنها حرمان المرأة من المساواة والزواج المبكر هذه الأمور جعلت خوجة يقوم بإصلاح شامل للمجتمع وقام بثورة عقائدية في فترة 1966 - 1967 كانت تهدف للتخلص من التقاليد البالية التي كانت تعيق تقدم المجتمع وقد بدأ خوجة بحقوق المرأة حيث كان ينص الدستور الألباني على مساواة المرأة مع الرجل في كل الميادين وإلغاء عادة الزواج المبكر وحصلت المرأة على وظائف عالية وشغلت 48% في مختلف قطاعات الدولة وشغلت نسبة 35% في اللجنة المركزية في الحزب كما تم مساواة المراة مع الرجل في حق التعليم.
| أنور خوجة | يجب أن يقوم أعضاء الحزب والشعب بأكمله بسحق أي شخص يتجاوز أو ينتهك الحقوق المقدسة للمرأة الألبانية. _ أنور خوجة 1967 | أنور خوجة |

وقام خوجة بإلغاء الضرائب عام 1969 وخلال هذة الفترة تطورت وسائل التعليم والرعاية الصحية فضلا عن البدء بتنفيذ مشروع إيصال الطاقة الكهربائية لكل جزء في البلاد، كان من المقرر أن ينجز المشروع عام 1985 لكن تم إنجازه بسرعة غير متوقعة عام 1970 لتصبح ألبانيا أول دولة أوروبية مكتفية ذاتيا من ناحية الطاقة الكهربائية، أما على الصعيد العسكري فقد اتبع خوجة إسلوب وتكتيك حرب العصابات وبفضل تطوير الجيش أصبحت ألبانيا أول دولة صغيرة تمتلك أسلحة دمار شامل.
| أنور خوجة | وفرنا الخدمات الصحية للجميع وخصوصا القرى النائية , خلال العهد العثماني كان هناك طبيب لكل 3600 نسمة أما في العهد الإشتراكي فكان هناك طبيب لكل 200 نسمة من الشعب وازداد عدد السكان ضعفين ونصف خلال العهد الإشتراكي وأصبحت معدل الولادات 78% مقابل 22% الوفيات حيث أصبح متوسط عمر المواطن من 38 سنة عام 1938 إلى 69 سنة في العهد الإشتراكي , هذه هي النزعة الإنسانية , هذة هي الإشتراكية . _ محمد شيخو خطاب 28 نوفمبر 1979 | أنور خوجة |

وبسبب تدهور العلاقة مع الاتحاد السوفيتي من جهة والدول الغربية من جهة أخرى قام خوجة ببناء 750 ألف ملجئ حربي تحسبا لـ أي غزوة محتملة وقد استخدمت الملاجئ لغرضين:
- استخدمت كـ ثكنات للجيش
- استخدمت كـ مخازن لأسلحة الدمار الشامل والأسلحة الكيميائية والعتاد

وقد فرض خوجة سياسة زيادة عدد المواليد فكان يتم منح المرأة التي تنجب 5 أطفال في أقل من 10 سنوات جائزة الأم البطلة (بالألبانية جائزة:Nënë Heroinë) وتم حظر الإجهاض إلا في الحالات الضرورية إذا كان الجنين يشكل تهديدا على صحة المرأة وبفضل هذه السياسات ارتفع عدد سكان ألبانيا ثلاثة أضعاف في فترة قصيرة.

## ازدهار العلاقات مع الصين
خلال الخطة الخمسية الألبانية الثالثة، أرسلت الصين قرضا لألبانيا بقيمة 125 مليون دولار وأصبحت ألبانيا بلد مكتفي من الناحية الزراعية لكن واجهت بعض الصعوبات لأن الفنيين والمهندسين الصينيين كانو أقل خبرة من الخبراء السوفييت وقام خوجة بحظر أخذ القروض من الدول الرأسمالية وأي دولة أخرى سوى الصين وأصبحت ألبانيا بلد مكتفي ذاتيا في كل النواحي تقريبا بالرغم من افتقارها إلى التكنولوجيا الحديثة وبالرغم من قلة الخبرة لدى الفنيين الصينيين إلا أن أجرهم كان أرخص من أجر الفنيين السوفييت بثلاثة أضعاف، وتحسنت العلاقات مع الصين وتناقلت الصحف الألبانية عن أهم المستجدات بين الصين وألبانيا ووقف خوجة بجانب الصين من أجل استعادة مقعدها الشرعي في الأمم المتحدة والذي استعادته عام 1971 , وخلال هذة الفترة أصبحت ألبانيا ثاني أكبر منتج للكروم في العالم وفي يناير 1965 تم توقيع معاهدة تعاونية مشتركة بين الصين وألبانيا.
| أنور خوجة | إن العلاقات بين البلدين الإشتراكيين الصين وألبانيا هي علاقات دولية من نوع جديد , سواء كانت العلاقة بين بلد كبير وبلد صغير بين نمو كبير ونمو صغير يجب أن تستند إلى مبادىء المساواة واحترام السيادة الإقليمية واستقلالها وعدم التدخل في شؤن الداخلية للآخر , ويجب أن تستند إلى مبادىء المساعدة المتبادلة وفقا لـ أممية البروليتاريا ومن الضروري معارضة الأمة العظمى التحريفية والشوفينية التي تستغل الدول الأخرى بـ حجة المعونة.- نص المعاهدة | أنور خوجة |

مثل ألبانيا دافعت الصين عن نقاء الماركسية سواء ضد الغرب أو ضد التحريفية السوفيتية - اليوغسلافية على حد تعبيرهم، وتم اعتبار يوغوسلافيا دولة عميلة للولايات المتحدة ومخربة للماركسية، وكانت من قضايا الصين الرئيسية هي الوقوف بجانب ألبانيا إلا أن العلاقة بين الصين وألبانيا كانت تفتقر إلى هيكل تنظيمي وتنسيق.
| أنور خوجة | إن ألبانيا هي الدولة الماركسية اللينينية الوحيدة في أوروبا و أي هجوم على ألبانيا سيعني هجوم على جمهورية الصين الشعبية العظمى سواء من الإمبرياليين الأمريكيين أو من التحريفية السوفيتية أو أي من أصدقائهم يجرؤ على مس ألبانيا بسوء ننذرهم بأن لا شيء ينتظرهم سوى الهزيمة المخزية إذا هاجمو ألبانيا. - ماو تسي تونغ خطاب 3 نوفمبر 1966 | أنور خوجة |

## تدهور العلاقات مع الصين بعد الثورة الثقافية
دخلت الصين في عزلة دبلوماسية لمدة 4 سنوات في أعقاب الثورة الثقافية وفي 20 أغسطس 1968 أدان خوجة الغزو السوفيتي تشيكوسلوفاكيا ولم تكن سياسة برجنيف مع ألبانيا تختلف عن سياسة خروتشوف وانسحبت ألبانيا بشكل رسمي من حلف وارسو وبدأت العلاقات مع الصين تتدهور عندما أعلن ماو عن سياسة التعايش السلمي مع الولايات المتحدة عندما زار الرئيس الأمريكي ريتشارد نيكسون الصين عام 1971 , غضب خوجة وشعر أن الصين قامت بخيانته حيث كان يرى أن التعايش السلمي مع الدول الغربية هو انحراف عن الماركسية وأرسل رسالة إلى الحزب الشيوعي الصيني يوضح أن تعزيز علاقة الصين مع أمريكا[ ؟ ] هو خطأ
| أنور خوجة | كان الرد على رسالتنا من القيادة الصينية يفيد بتقليص حجم المساعدات الصينية إلى اجل غير مسمى هذا فقط لاننا نصحناهم بقطع علاقتهم مع الولاايات المتحدة مع الاسف لم يعودو مثل السابق وفقدو حماسهم الاول.- أنور خوجة | أنور خوجة |

وفي اعقاب وفاة ماو في 9 سبتمبر 1976 حضر خوجة جنازة ماو في بكين وكان متفأئل حول العلاقات الصينية - الالبانية لكن في اغسطس 1977 حكمت قيادة جديدة الصين وتخلت هذة القيادة عن سياسات ماو فقامت بقطع المعونات عن كل الدول وبدلا من ذلك عززت علاقتها التجارية مع أمريكا[ ؟ ] واعلنت وقوفها على الحياد أثناء الحرب الباردة وفي 7 سبتمبر 1977 زار تيتو[ ؟ ] الصين وسط ترحيب من قبل الحكومة الصينية، كل هذة الامور اغضبت خوجة الذي اعتبر ان الصين أصبحت دولة تحريفية بعد وفاة ماو واعلن ان البانيا هي الدولة الوحيدة على الأرض التي تطبق الماركسية - اللينينة
| أنور خوجة | القادة الصينيون أصبحو يتصرفون مثل السوفييت ويعتقدون أن ألبانيا سقطت لأنها لم تتحالف مع السوفيت سواء مع السوفييت أو ضدهم لن نهتم لأننا نتبع الماركسية اللينينية سنتصر دوما.- أنور خوجة | أنور خوجة |

وبحلول يوليو 1978 أصبحت ألبانيا دولة بلا أي حليف.

## السنوات الاخيرة
خلال المؤتمر السابع للحزب الشيوعي الألباني أدخل خوجة تعديلات على الدستور تنص على أن يكون بناء الإشتراكية كاملا بالاعتماد على الذات وحظر سياسة القروض أو المساعدات من الدول الراسمالية (البرجوازية) حيث كان خوجة يعتبر الاعتماد أو التعاون مع الدول الغربية[ ؟ ] الرأسمالية هو تحريف للماركسية وادخل تعديلات تنص على تعليم استخدام السلاح للجيل الجديد.
| أنور خوجة | لا يوجد بلد على الإطلاق كبير كان أم صغير يمكنه بناء الإشتراكية بأخذ قروض أو معونة من الدول البرجوازية أو التحالف مع النظام العالمي الجديد أي ربط الاقتصاد الاشتراكي مع الاقتصاد البرجوازي مثلما تفعل البلدان التحريفية التي تفتح الأبواب أمام القوانيين الاقتصادية الرأسمالية من أجل انحطاط الإشتراكية , هذا هو طريق الخيانة و إعادة الرأسمالية التي اتبعها التحريفيين.- أنور خوجة | أنور خوجة |

كانت ألبانيا بلد مكتفي ذاتيا ومتوازن في الاقتصاد وخصوصا من ناحية الزراعة حيث كانت ألبانيا أكبر مصدر للحبوب لدول حلف وارسو قبل تدهور علاقتها مع السوفييت إلا أن المشكلة التي كانت تواجه خوجة طوال فترة حكمة هي العزلة، حيث كانت ألبانيا بلد معزول بسبب الحصار الخانق الذي فرضته الصين والاتحاد السوفييتي وحلفائهم من جهة والدول الغربية من جهة أخرى.

## الوفاة
أصيب خوجة بنوبة قلبية عام 1973 وأصبحت صحته تسوء على نحو متزايد في أواخر السبعينات وأصبحت معظم وظائف الدولة على مساعده رامز عليا، كما أن خوجة كان مصابا بالسكري وأصبح في أواخر أيامه مقعد على كرسي متحرك وكان مصاب بالرجفان بسبب كبره في السن وبالرغم من كل المحاولات لتحسين صحته إلا أنه توفي في صباح يوم 11 ابريل 1985 , أصبح رامز عليا حاكم البلاد لكن الحكومة الجديدة لم تكن لها الكفاءة في إدارة الدولة مثل أنور خوجة وبسبب السياسات الفاشلة لـ رامز عليا أصبحت ألبانيا دولة فقيرة بعدما كانت دولة مستقرة في عهد خوجة، وعند تصدع المعسكر الاشتراكي وسقوط الاتحاد السوفيتي كان له أثر كبير على ألبانيا ولم تستطع حكومة رامز عليا مواكبة الأحداث وسقط النظام الشيوعي الألباني مع سقوط الاتحاد السوفيتي عام 1991.

## روابط خارجية
- أنور خوجة على موقع الموسوعة البريطانية (الإنجليزية)
- أنور خوجة على موقع مونزينجر (الألمانية)
- أنور خوجة على موقع إن إن دي بي (الإنجليزية)